# Никифор Комнин (брат Алексея I)
Никифор Комнин (около 1062 — не ранее 1136) — византийский аристократ и высокопоставленный чиновник. Младший брат императора Алексея I Комнина.
Член знатного рода Комнинов. Младший сын Иоанна Комнина, доместика схол Запада, и Анны Далассины. Родился приблизительно в 1062 году. Вместе с братом Адрианом получил блестящее образование. В 1081 году после восхождения Алексея на престол Никифор Комнин получил титул севаста и большого друнгария флота, то есть был вторым после великого дуки. Должность Никифора была лишь знаком почёта, а фактическое руководство флотом осуществлял Евстафий Киминеян.
После 1087 года был назначен друнгарием ванды (подразделения императорской охраны). Бо́льшую часть жизни он проводил при императорском дворце, не проявив таланта ни к военным, ни к государственным делам.
У него был сын Алексей и дочь (Анна?).